# 王智深
王智深，字雲才，南朝宋、南朝齐学者，琅邪郡臨沂县人。
王智深年轻时跟随謝超宗学写文章。好饮酒，拙涩缺少风仪。元徽二年（474年）建平王劉景素担任南徐州刺史，作《观法篇》，王智深唱和，受到赞賞。元徽四年（476年）劉景素征召他为西曹书佐，未到职，劉景素就已经敗死。後出仕任州祭酒。蕭道成为镇军将軍时，丘巨源向他推荐王智深，王智深于是担任鎮軍府行参軍。改为豫章王常侍、太学博士。转任豫章王大司馬参軍、兼記室。齐武帝命王智深撰《宋纪》，在芙蓉堂召见，赐衣服，给住宅。王智深向豫章王蕭嶷诉苦自己貧窮，蕭嶷劝说王智深編纂书成，就能得到相应的禄位。永明十一年（493年），《宋纪》三十卷书成，齐武帝到璿明殿召见王智深，令他拜表奏上。表未奏，武帝驾崩。隆昌元年（494年），齐明帝下敕索求《宋纪》，王智深担任竟陵王司徒参軍，因事连坐免职。江夏王蕭鋒、衡陽王蕭鈞对他厚遇。王智深家貧，曾经饿了五天不得食，掘苋根来吃。王僧虔与其子王志分给他衣食。王智深在家中去世。